# Finland i paralympiska spelen
Finland har deltagit i alla paralympiska vinter- och sommarspel utom sommarspelen år 1964. Totalt har landet (2019) hämtat hem 460 medaljer varav 187 i de paralympiska vinterspelen. Finlands högsta placering i medaljligan är en andraplats vid de Paralympiska vinterspelen 1984 i Innsbruck i Österrike.
| Finland vid de paralympiska sommarspelen | Finland vid de paralympiska sommarspelen | Finland vid de paralympiska sommarspelen | Finland vid de paralympiska sommarspelen | Finland vid de paralympiska sommarspelen | Finland vid de paralympiska sommarspelen |
| ---------------------------------------- | ---------------------------------------- | ---------------------------------------- | ---------------------------------------- | ---------------------------------------- | ---------------------------------------- |
| År                                       | Trupp                                    | Guld                                     | Silver                                   | Brons                                    | Totalt                                   |
| 1960                                     | 1                                        | 1                                        | 0                                        | 0                                        | 1                                        |
| 1964                                     |                                          |                                          |                                          |                                          |                                          |
| 1968                                     |                                          | 0                                        | 0                                        | 0                                        | -                                        |
| 1972                                     |                                          | 0                                        | 2                                        | 1                                        | 3                                        |
| 1976                                     |                                          | 12                                       | 20                                       | 18                                       | 50                                       |
| 1980                                     |                                          | 8                                        | 19                                       | 13                                       | 40                                       |
| 1984                                     |                                          | 19                                       | 13                                       | 26                                       | 58                                       |
| 1988                                     |                                          | 11                                       | 23                                       | 16                                       | 50                                       |
| 1992                                     |                                          | 8                                        | 6                                        | 11                                       | 25                                       |
| 1996                                     |                                          | 4                                        | 5                                        | 4                                        | 13                                       |
| 2000                                     |                                          | 1                                        | 3                                        | 6                                        | 10                                       |
| 2004                                     |                                          | 4                                        | 1                                        | 3                                        | 8                                        |
| 2008                                     |                                          | 2                                        | 2                                        | 2                                        | 6                                        |
| 2012                                     |                                          | 1                                        | 4                                        | 1                                        | 6                                        |
| 2016                                     |                                          | 1                                        | 1                                        | 1                                        | 3                                        |
| 2020                                     | 16                                       | 1                                        | -                                        | 1                                        | 2                                        |

Siffror i fetstil är rekord för Finland.
| Finland vid de paralympiska vinterspelen | Finland vid de paralympiska vinterspelen | Finland vid de paralympiska vinterspelen | Finland vid de paralympiska vinterspelen | Finland vid de paralympiska vinterspelen | Finland vid de paralympiska vinterspelen |
| ---------------------------------------- | ---------------------------------------- | ---------------------------------------- | ---------------------------------------- | ---------------------------------------- | ---------------------------------------- |
| År                                       | Trupp                                    | Gold                                     | Silver                                   | Bronze                                   | Totalt                                   |
| 1976                                     |                                          | 8                                        | 7                                        | 7                                        | 22                                       |
| 1980                                     |                                          | 15                                       | 7                                        | 12                                       | 34                                       |
| 1984                                     |                                          | 19                                       | 9                                        | 6                                        | 34                                       |
| 1988                                     |                                          | 9                                        | 8                                        | 8                                        | 25                                       |
| 1992                                     |                                          | 7                                        | 3                                        | 4                                        | 14                                       |
| 1994                                     |                                          | 6                                        | 7                                        | 12                                       | 25                                       |
| 1998                                     |                                          | 7                                        | 5                                        | 7                                        | 19                                       |
| 2002                                     |                                          | 4                                        | 1                                        | 3                                        | 8                                        |
| 2006                                     |                                          | 0                                        | 0                                        | 0                                        | -                                        |
| 2010                                     |                                          | 0                                        | 1                                        | 1                                        | 2                                        |
| 2014                                     |                                          | 0                                        | 1                                        | 0                                        | 1                                        |
| 2018                                     |                                          | 1                                        | 0                                        | 2                                        | 3                                        |
| 2022                                     | -                                        | -                                        | -                                        | -                                        | -                                        |

Siffror i fetstil är rekord för Finland.